# Amrān
Amrān (em árabe : عمران) é uma cidade no oeste do Iêmen. É a capital da província de 'Amran.